# Lannach
Lannach est une commune autrichienne du district de Deutschlandsberg en Styrie.